# Громов, Иван Иванович
Иван Иванович Громов, настоящая фамилия — Гарварт (1917—2003) — советский военачальник, офицер воздушно-десантных войск в годы Великой Отечественной войны, Герой Советского Союза (24.03.1945). Генерал-лейтенант (22.02.1967). 

## Биография
Иван Гарварт родился 8 (21) июля 1917 года в Кустанае в рабочей семье. Этнический немец, родители которого по причине своей немецкой национальности после начала первой мировой войны были переселены в Казахстан из-под Запорожья. В документах был записан как украинец. В 1918 году вместе с семьёй вернулся обратно на Украину, где окончил семь классов школы. В 1932 году вместе с семьёй переехал в Грузинскую ССР на строительство Ингурского бумажного комбината, при котором поступил на учёбу в школу рабочей молодёжи. Окончив её, работал токарем. В 1935 году переехал в Нижний Тагил, работал токарем на комбинате «Востоксталь».
1 октября 1937 года Гарват был призван на службу в Рабоче-крестьянскую Красную Армию. В 1939 году окончил Свердловское пехотное училище. Служил на Дальнем Востоке в войсках Усть-Сунгарийского укреплённого района: командир пулемётного взвода, командир взвода связи, командир учебного взвода, помощник начальника штаба отдельного пулемётного батальона. В декабре 1941 года его направили на учёбу. Член ВКП(б) с 1940 года. 
В июне 1942 года окончил курсы при Военной академии РККА имени М. В. Фрунзе в Ташкенте, после окончания которых был направлен в воздушно-десантные войска. С июля 1942 по февраль 1943 годов служил начальником оперативного отдела и начальником штаба 8-й воздушно-десантной бригады, затем начальником штаба 3-го гвардейского воздушно-десантного полка (полк и бригада находились на формировании в городе Тейково Ивановской области).
В феврале 1943 года с полком в составе 1-й гвардейской воздушно-десантной дивизии прибыл на фронт Великой Отечественной войны. В этом полку и дивизии он прошёл весь свой дальнейший боевой путь. Принимал участие во второй Демянской и в Старорусской наступательная операция наступательных операциях на Северо-Западном фронте. В сентябре 1943 года вся дивизия была переброшена на Степной фронт (20 октября 1943 года переименован во 2-й Украинский фронт, на котором воевал до конца войны. Два раза был ранен. Участвовал в битве за Днепр, Никопольско-Криворожской, Корсунь-Шевченковской, Уманско-Ботошанской, Ясско-Кишинёвской, Дебреценской, Будапештской, Братиславско-Брновской, Пражской наступательных операциях.
Командир 3-го гвардейского воздушно-десантного полка 1-й гвардейской воздушно-десантной дивизии 53-й армии 2-го Украинского фронта гвардии майор Иван Громов отличился в Будапештской наступательной операции. В ночь с 4 на 5 ноября 1944 года в ходе прорыва вражеской обороны в районе Тисасёллёша к юго-западу от Тисафюреда (Венгрия) Гарварт умело организовал действия своего полка, который успешно преодолел сопротивлением противника и первым переправился через Тису, захватил плацдарм и удержал его до форсирования реки основными силами дивизии.
Указом Президиума Верховного Совета СССР от 24 марта 1945 года за «образцовое выполнение боевых заданий командования на фронте борьбы с немецкими захватчиками и проявленные при этом отвагу и геройство» гвардии подполковнику Ивану Ивановичу Гарварту присвоено звание Героя Советского Союза с вручением ордена Ленина и медали «Золотая Звезда» за номером 2565.
С мая 1945 года дивизия вместе со всей 53-й армией была передислоцирована на территорию Монголии в район города Чойбалсан. Там она вошла в состав Забайкальского фронта, на котором в августе 1945 года гвардии подполковник И. И. Гарварт участвовал в советско-японской войне. Во время Хингано-Мукденской наступательной операции его полк перешёл через пустыню Гоби и Большой Хинган, а затем принял участие в освобождении города Тунляо. 
После войны продолжал командовать 3-м гвардейским воздушно-десантным полком, который был выведен из Китая в Восточно-Сибирский военный округ. В январе 1946 года связи дивизия была переформирована в 124-ю гвардейскую стрелковую дивизию, в которой гвардии подполковник Гарварт командовал стрелковым полком. В 1947 году его направили учиться.
Окончил основной факультет Военной академии имени М. В. Фрунзе в 1949 году. К июню 1951 года полковник Иван Громов был начальником штаба 106-й гвардейской воздушно-десантной дивизии. В июне 1951 года он был отстранён от должности в связи с сокрытием национального происхождения. В том же году заведённое по этому факту дело было закрыто за недостаточностью вины. Но ему пришлось в том же 1951 году поменять фамилию на «Громов». 
С конца 1951 года служил начальником штаба 201-й горно-стрелковой дивизии Туркестанского военного округа (управление — г. Душанбе). В 1954—1956 годах учился в Высшей военной академии имени К. Е. Ворошилова.  
С 6 ноября 1956 по 27 июля 1961 года командовал 72-й гвардейской стрелковой дивизией (с 4 июня 1957 года — 72-я гвардейская мотострелковая дивизия) Киевского военного округа (управление в г. Белая Церковь). Генерал-майор (9.05.1961). С 27 июля 1961 по 6 августа 1962 — начальник штаба 7-й гвардейской армии Закавказского военного округа. В 1962—1968 годах был начальником штаба и заместителем командующего ВДВ СССР, в 1969—1975 годах — помощником Главнокомандующего Сухопутных войск по военно-учебным заведениям, начальником 1-го отдела и заместителем начальника Управления вневойсковой подготовки Сухопутных войск. В 1975 году в звании генерал-лейтенанта он был уволен в запас. 
Проживал в Москве, умер 14 апреля 2003 года, похоронен на Троекуровском кладбище.

## Награды
- Герой Советского Союза (24.03.1945)
- Орден Ленина (24.03.1945)
- Орден Красного Знамени (11.11.1943)
- Орден Суворова 3-й степени (23.09.1945)
- Два ордена Отечественной войны 1-й степени (20.07.1944, 11.03.1985)
- Орден Красной Звезды (20.04.1953)
- Медаль «За боевые заслуги» (9.05.1954)
- Медаль «За освобождение Праги» (1945)
- Другие медали СССР[3]

## Публикации
- Громов И. И., Пигунов В. Н. В бой уходили десантники. — Минск: Беларусь, 1989. — 222 с. — ISBN 5-338-00215-9.
- Громов И. И., Пигунов В. Н. Четвёртый воздушно-десантный: Военно-исторический очерк (о боевом пути 4-го воздуш.-десант. корпуса). — М.: Воениздат, 1990. — 271 с. — ISBN 5-203-00372-6.